# 巴黎俱樂部

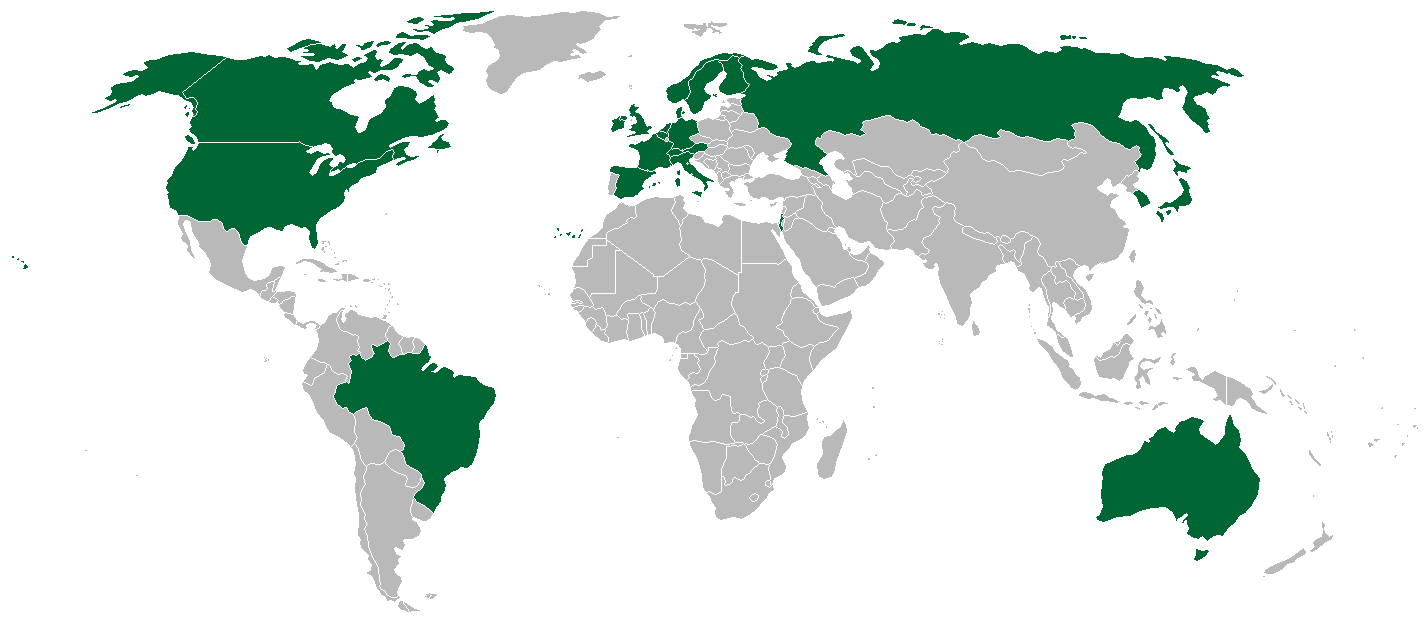
巴黎俱樂部永久會員國

巴黎俱樂部是一成立於1956年的國際性非正式組織，現時由全球最富裕的22個國家組成，專門為負債國和債權國提供債務安排，例如債務重組、債務寬減、甚至債務撤銷。如經過多番努力仍未能改善債務問題，負債國通常由國際貨幣基金轉介予巴黎俱樂部協助。从1983年至2005年3月，巴黎俱樂部達成的協議涉及债务金额4270亿美元。
巴黎俱樂部每6個星期在法國經濟部開會，會址位於巴黎。會議由資深的法國財金官員主持，現任主席是Bruno Bézard。
1956年，阿根廷與各債權國在巴黎商討債務問題，巴黎俱樂部即源於此。自當時第一次會議起，巴黎俱乐部達成了433个协议，涉及90个债务国。
2004年，巴黎俱樂部決定註銷伊拉克的債務。他們也為2004年海嘯中的死傷者提供協助。
永久會員有：澳洲、奧地利、比利時、巴西、加拿大、丹麥、芬蘭、法國、德國、愛爾蘭、以色列、意大利、日本、荷蘭、挪威、俄羅斯、韓國、西班牙、瑞典、瑞士、英國和美國。

## 外部連結
- 巴黎俱樂部主頁

### 文章
- 巴黎俱樂部同意撤銷伊拉克債務 (washingtonpost.com) （页面存档备份，存于）